# 鄧迪 (紐約州)
鄧迪（英語：Dundee）是位於美國紐約州耶芝縣的村。

## 人口
根據2020年美國人口普查的數據，鄧迪的面積為2.85平方千米，皆為陸地。當地共有人口1690人，而人口密度為每平方千米593人。